# Rhinobatos typus
Rhinobatos typus é uma espécie de peixe da família Rhinobatidae.
Pode ser encontrada nos seguintes países: Austrália, Bangladesh, Índia, Indonésia, Malásia, Singapura, Sri Lanka e Vietname.
Os seus habitats naturais são: mar aberto, mar costeiro e águas estuarinas.